# Saint-Cast-le-Guildo
Saint-Cast-le-Guildo (bret. Sant-Kast-ar-Gwildoù) – miejscowość i gmina we Francji, w regionie Bretania, w departamencie Côtes-d’Armor.
Według danych na rok 1990 gminę zamieszkiwały 3093 osoby, a gęstość zaludnienia wynosiła 137 osób/km² (wśród 1269 gmin Bretanii Saint-Cast-le-Guildo plasuje się na 170. miejscu pod względem liczby ludności, natomiast pod względem powierzchni na miejscu 438.).